# Моломское сельское поселение
Моломское сельское поселение — упразднённое муниципальное образование в составе Опаринского района Кировской области России.
Центр — село Молома.

## История
Моломское сельское поселение образовано 1 января 2006 года согласно Закону Кировской области от 07.12.2004 № 284-ЗО, в его состав вошёл бывший Моломский сельский округ.
Законом Кировской области от 12 апреля 2016 года № 637-ЗО, вступившим в силу с 15 апреля 2016 года, были преобразованы, путём их объединения, Опаринское городское поселение и Моломское сельское поселение — в Опаринское городское поселение с административным центром в посёлке городского типа Опарино.

## Население
| 2010 | 2012 | 2013 | 2014 | 2015 | 2016 |
| ---- | ---- | ---- | ---- | ---- | ---- |
| 313  | ↘290 | ↘256 | ↘242 | ↘229 | ↘219 |

## Состав
В состав поселения входят 7 населённых пунктов (население, 2010):
- село Молома — 288 чел.;
- деревня Березовка — 1 чел.;
- деревня Верлюг — 1 чел.;
- деревня Заосиновка — 0 чел.;
- деревня Нижняя Волманга — 17 чел.;
- деревня Поставленная Вновь — 0 чел.;
- деревня Холоватка — 6 чел.